# 德罗斯
德罗斯是奥地利下奥地利州克雷姆斯兰县的一个市镇。总面积10.3平方公里，总人口953人，人口密度92.5人/平方公里（2012年）。